# Listă de orașe din statul Texas

Harta distribuției populației din statul din SUA.

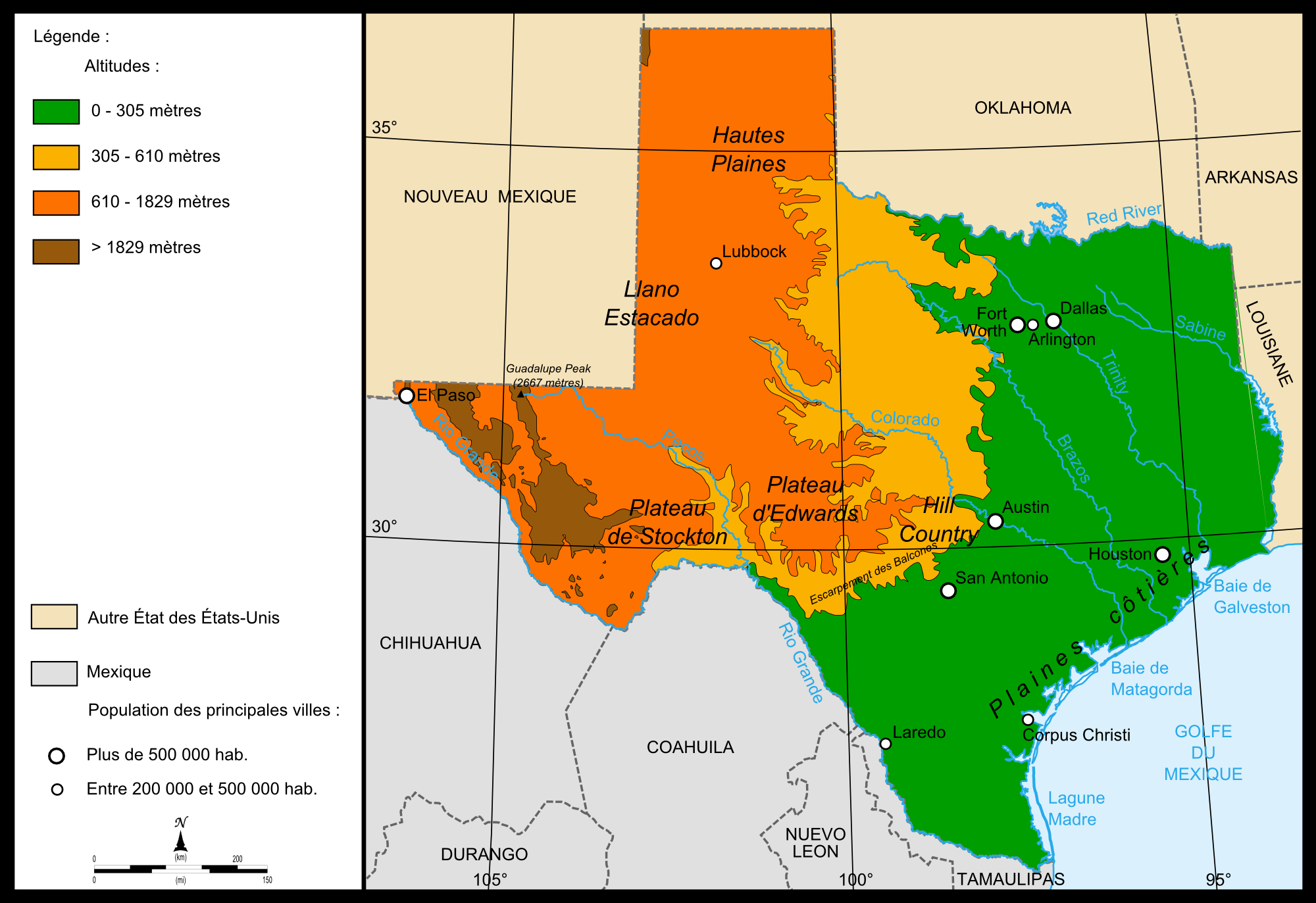
Harta formelor de relief ale statului Texas.

Harta regiunilor statului Texas.

- Prezenta pagină este o listă alfabetică a orașelor din statul  Texas din  Statele Unite ale Americiii.

- Vedeți și Listă de comitate din statul Texas
- Vedeți și Listă de târguri din statul Texas.
- Vedeți și Listă de comunități neîncorporate din statul Texas.
- Vedeți și Listă de locuri desemnate pentru recensământ din statul Texas.
- Vedeți și Listă de localități dispărute din statul Texas.

## A
- Abott
- Abernathy, Texas
- Abilene
- Ackerly
- Addison
- Adelphi
- Adrian
- Agua Dulce
- Alamo Heights
- Alamo
- Albany
- Aledo
- Alice
- Allen
- Alpine
- Alton
- Alvarado
- Alvin
- Amarillo
- Ames
- Amherst
- Anahuac
- Anderson
- Andrews
- Angleton
- Angus
- Anna
- Anson
- Antelope
- Anton
- Appleby
- Aquilla
- Aransas Pass
- Archer City
- Arcola
- Argyle
- Arlington
- Arp
- Asherton
- Athens
- Atlanta
- Aubrey
- Austin
- Austwell
- Azle

## B
- Bailey's Prairie
- Bailey
- Baird
- Balch Springs
- Balcones Heights
- Ballinger
- Balmorhea
- Bandera
- Bangs
- Bardwell
- Barrett
- Barry
- Barstow
- Bartlett
- Bastrop
- Bay City
- Baytown
- Bayview
- Bayou Vista
- Baytown
- Beach City
- Bean Station
- Beasley
- Beaumont
- Beckville
- Bedford
- Bedias
- Bee Cave
- Beeville
- Bellaire
- Bellevue
- Bellmead
- Bells
- Bellville
- Belton
- Benavides
- Benbrook
- Benjamin
- Bertram
- Beverly Hills
- Bevil Oaks
- Big Lake
- Big Spring
- Big Wells
- Bishop
- Black
- Blackfoot
- Blackwell
- Blanco
- Blanket
- Blossom
- Blue Mound
- Blue Ridge
- Boerne
- Bogata
- Bolivar Peninsula
- Bonham
- Boonville
- Bootleg
- Borger
- Bovina
- Bowie
- Brackettville
- Brady
- Brazoria
- Brazos Bend
- Brazos Country
- Breckenridge
- Bremond
- Brenham
- Briaroaks
- Bridge City
- Bridgeport
- Brookshire
- Brookside Village
- Browndell
- Brownfield
- Brownsboro
- Brownsville
- Brownwood
- Bruceville-Eddy
- Bryan
- Bryson
- Buda
- Buffalo
- Bulverde
- Bullard
- Bulverde
- Bunker Hill Village
- Burkburnett
- Burke
- Burleson
- Burnet
- Byers

## C
- Cactus
- Caddo Mills
- Caldwell
- Callisburg
- Calvert
- Cameron
- Camp Wood
- Campbell
- Canadian
- Canton
- Canyon
- Carmine
- Carrizo Springs
- Carrollton
- Carthage
- Cashion Community
- Castle Hills
- Castroville
- Cedar Hill
- Cedar Park
- Celeste
- Center
- Center City
- Centerville
- Chandler
- Channelview
- Channing
- Charlotte
- Chapel Hill
- Chester
- Chico
- Childress
- Chillicothe
- Chilton
- China
- China Grove
- Chireno
- Chocolate Bayou
- Christoval
- Cibolo
- Cisco
- Cistern
- Clarendon
- Clarksville City
- Clarksville
- Claude
- Clear Lake Shores
- Clear Lake
- Cleburne
- Cleveland
- Clifton
- Clint
- Clute
- Clyde
- Cockrell Hill
- Coffee City
- Coke County
- Coldspring
- Coleman
- Collinsville
- College Station
- Colleyville
- Colmesneil
- Colorado City
- Columbus
- Comanche
- Combes
- Combine
- Comfort
- Commerce
- Concan
- Concepcion
- Cone
- Conroe
- Converse
- Cool
- Coolidge
- Coppell
- Copperas Cove
- Cooper
- Copper Canyon
- Corinth
- Corpus Christi
- Corral City
- Corrigan
- Corsicana
- Cottonwood Shores
- Cottonwood, Kaufman County
- Cotulla
- Cove
- Covington
- Crandall
- Crane
- Cranfills Gap
- Creedmoor
- Cresson
- Crockett
- Crosby
- Crosbyton
- Cross Plains
- Crowell
- Crowley
- Crystal Beach
- Crystal City
- Cuero
- Cumby
- Cumings
- Cummins Crossing
- Cuney
- Cushing
- Cut and Shoot
- Cyclone
- Cypress

## D
- Daingerfield
- Daisetta
- Dalhart
- Dallas
- Dalworthington Gardens
- Damon
- Danbury
- Dayton
- Dayton Lakes
- De Leon
- Deadwood
- Decatur
- DeCordova
- Deer Park
- DeKalb
- Dell City
- Del Rio
- Denison
- Denton
- Denver City
- Desert
- DeSoto
- Detroit
- Devine
- Devers
- Diboll
- Dickinson
- Dike
- Dilley
- Dime Box
- Dimmitt
- Ding Dong
- DISH
- Dodd City
- Dodge
- Donna
- Doss
- Dozier
- Dripping Springs
- Dublin
- Dumas
- Duncanville
- Duster

## E
- Eagle Lake
- Eagle Pass
- East Bernard
- East Mountain
- East Texas Center
- Eastland
- Edcouch
- Eden
- Edgewood
- Edinburg
- Edna
- Edom
- Egypt
- El Campo
- El Paso
- Eldorado
- Electra
- Elevation
- Elgin
- Elmo
- Elsa
- Elysian Fields
- Emily
- Emory
- Emhouse
- Ennis
- Eola
- Erin
- Escobares
- Euless
- Eustace
- Evadale
- Evant

## F
- Fairfield
- Fairy
- Falcon Heights
- Falfurrias
- Farmers Branch
- Farmersville
- Farwell
- Fate
- Flat
- Flatonia
- Flint
- Flomot
- Flower Mound
- Floresville
- Florence
- Forney
- Fort Davis
- Fort Gates
- Fort Hood
- Fort Stockton
- Fort Worth
- Franklin
- Frankston
- Freer
- Fredericksburg
- Freeport
- Friendship
- Friendswood
- Frisco
- Fritch
- Frognot
- Frost
- Fruitvale
- Fulshear

## G
- Gainesville
- Galveston
- Garden Ridge
- Garden Valley
- Garland
- Garner
- Garwood
- Gatesville
- Gay Hill
- Gaylord
- Georgetown
- Giddings
- Gilmer
- Gladewater
- Glenn Heights
- Glen Rose
- Goldthwaite
- Goodnight
- Goliad
- Gonzales
- Gordon
- Graford
- Graham
- Granbury
- Granjeno
- Grand Prairie
- Grand Saline
- Grape Creek
- Grapeland
- Grapevine
- Greenville
- Gresham
- Groesbeck
- Grow
- Groveton
- Gruene
- Gun Barrel City
- Guy City

## H
- Hart
- Hale Center
- Hallettsville
- Hallsville
- Haltom City
- Hamilton
- Hamlin
- Happy
- Hardin
- Hargill
- Harker Heights
- Harleton
- Harlingen
- Harriett
- Haskell
- Hawk Cove
- Hawkins
- Hearne
- Hebbronville
- Heckville
- Heidenheimer
- Helotes
- Hemphill
- Hempstead
- Henderson
- Henrietta
- Hereford
- Hewitt
- Hico
- Hidalgo
- Hideaway
- Hye
- Highland Village
- Highlands
- Hill Country Village
- Hillsboro
- Hilshire Village
- Hitchcock
- Hockley
- Hogeye
- Hondo
- Honey Island
- Hoop and Holler
- Houston
- Howe
- Hughes Springs
- Humble
- Hunter Lankford
- Huntington
- Huntsville
- Hurst
- Hutto

## I
- Idalou
- Ike
- Impact
- Independence
- Indian Lake
- Industry
- Ingleside on the Bay
- Ingleside
- Ingram
- Inhouse
- Iowa Park
- Iraan
- Iredell
- Irving
- Italy
- Itasca
- Ivanhoe
- Ivanhoe North

## J
- Jacksboro
- Jacksonville
- Jamaica Beach
- Jarrell
- Jasper
- Jefferson
- Jewett
- Jones Creek
- Johnson City
- Josephine
- Jourdanton
- Junction
- Joshua

## K
- Karnack
- Karnes City
- Katy
- Kaufman
- Keller
- Kemah
- Kenefick
- Kennedale
- Kerens
- Kermit
- Kerrville
- Kilgore
- Killeen
- Kingsbury
- Kingston
- Kingsville
- Kingwood
- Kirbyville
- Kosse
- Kountze
- Krugerville
- Krum
- Kurten
- Kyle

## L
- La Feria
- La Joya
- La Grange
- La Grulla
- La Marque
- La Norah
- La Porte
- La Pryor
- La Vernia
- Lacy-Lakeview
- Laguna Vista
- Lajitas
- Lake Brownwood
- Lake Dallas
- Lake Jackson
- Lake Worth
- Lakeway
- Lampasas
- Lamesa
- Lancaster
- Lane City
- Laredo
- Las Colinas
- Latexo
- League City
- Leander
- Leon Valley
- Leonard
- Levelland
- Lewisville
- Lechuga
- Liberty
- Lindale
- Little Elm
- Littlefield
- Live Oak
- Livingston
- Lockett
- Lockhart
- Lolita
- Lone Oak
- Lone Star
- Longview
- Lorenzo
- Los Fresnos
- Los Indios
- Los Ybanez
- Lowake
- Lubbock
- Lucas
- Luckenbach
- Lueders
- Lufkin
- Lumberton
- Lyford

## M
- Mabank
- Madisonville
- Mansfield
- Manvel
- Magnet
- Magnolia
- Malakoff
- Mcallen
- McClanahan
- McKinney
- McLeod
- McMahan
- Meadow
- Meadows Place
- Melvin
- Menard
- Mentone
- Mercedes
- Merkel
- Mesquite
- Mexia
- Meyersville
- Midkiff
- Midland
- Midlothian
- Midway
- Miles
- Millersview
- Millican
- Mineola
- Mineral Wells
- Mission
- Missouri City
- Mobile City
- Monahans
- Monterey
- Montgomery
- Mont Belvieu
- Moody
- Moore Station
- Morgan's Point
- Morton
- Moscow
- Moulton
- Mt. Pleasant
- Mt. Sylvan
- Mt. Vernon
- Muenster
- Munday
- Murphy

## N
- Nacogdoches
- Naples
- Nassau Bay
- Navasota
- Nederland
- Needville
- Negro Crossing
- Neiderwald
- Nesbitt
- New Boston
- New Braunfels
- New Caney
- New Falcon
- New Harmony
- Newcastle
- Newton
- New Ulm
- New Waverly
- Neylandville
- Nixon
- Noonday
- North Cleveland
- North Richland Hills
- North Zulch

## O
- Oak Cliff
- Oak Leaf
- Oak Point
- Oatmeal
- Odem
- Odessa
- Old River-Winfree
- Olfen
- Omaha
- Olmito
- Olton
- Onalaska
- Orange
- Orangefield
- Orange Grove
- Ore City
- Orient
- Overton
- Owentown
- Ozona

## P
- Paducah
- Paint Rock
- Paige
- Palacios
- Palmhurst
- Palmview
- Palm Valley
- Pampa
- Panna Maria
- Pantego
- Paradise
- Paris
- Parker
- Pasadena
- Pearland
- Pecan Gap
- Pecos
- Perryton
- Pflugerville
- Pharr
- Pilot Point
- Pine Forest
- Pineland
- Pittsburg
- Plainview
- Plano
- Plantersville
- Pleasanton
- Plum Grove
- Ponder
- Point Comfort
- Port Aransas
- Port Arthur
- Port Isabel
- Port Lavaca
- Port Mansfield
- Port Neches
- Porter
- Port O'Connor
- Portland
- Post
- Post Oak Bend City
- Poteet
- Pottsboro
- Prairie View
- Prairie Hill (Washington County)
- Premont
- Presidio
- Primera
- Princeton
- Progreso
- Progreso Lakes
- Prosper

## Q
- Quanah
- Queen City
- Quinlan
- Quitaque
- Quitman

## R
- Raisin
- Ralls
- Rancho Viejo
- Ranger
- Rangerville
- Rankin
- Ravenna
- Raymondville
- Red Bird
- Red Hill
- Red Oak
- Red Springs (Baylor County)
- Red Springs (Smith County)
- Refugio
- Reklaw
- Reno
- Rhome
- Richardson
- Richland
- Richmond
- Riesel
- Rio Grande City
- Rio Hondo
- Rios
- Rising Star
- River Oaks
- Riviera
- Roanoke
- Robinson
- Roby
- Rockdale
- Rocket
- Rockport
- Rockwall
- Roma
- Ropesville
- Rosalie
- Rose City
- Rose Hill Acres
- Rosebud
- Rosenberg
- Rosharon
- Rosser
- Rotan
- Round Rock
- Round Top
- Rowena
- Rowlett
- Royse City
- Rucker
- Rusk

## S
- Sachse
- Sacul
- Sadler
- Saginaw
- Saint Jo
- Salado
- San Angelo
- San Antonio
- San Benito
- San Diego
- San Juan
- San Marcos
- San Perlita
- San Saba
- Sanco
- Sanctuary
- Sanderson
- Sanger
- Santa Anna
- Santa Fe
- Santa Rosa
- Santo
- Sarita
- Savoy
- Schertz
- Scottsville
- Scroggins
- Scurry
- Seabrook
- Seagoville
- Sealy
- Sebastian
- Seguin
- Seminole
- Seymour
- Shallowater
- Shamrock
- Shavano Park
- Shenandoah
- Sheldon
- Sherman
- Shreveport
- Shiner
- Shoreacres
- Silsbee
- Silver
- Sinton
- Skellytown
- Slaton
- Smithville
- Smyer
- Snyder
- Somerville
- Sonora
- Sour Lake
- South Padre Island
- Southlake
- Southmayd
- Spearman
- Spring
- Spring Branch
- Spring Valley Village
- Springtown
- Spur
- Stafford
- Star
- Sterling City
- Stephenville
- Stinnett
- Stowell
- Strawn
- Study Butte
- Sugar Land
- Sullivan City
- Sulphur Springs
- Sunnyvale
- Swan
- Sweeny
- Sweetwater

## T
- Taft
- Tahoka
- Talco
- Talty
- Taylor
- Taylor Landing
- Teague
- Temple
- Tenaha
- Tennyson
- Terlingua
- Terrell
- Texarkana
- Texas City
- Texhoma
- The Colony
- The Woodlands
- Thornton
- Throckmorton
- Tiki Island
- Tilden
- Timpson
- Tioga
- Tito
- Toco
- Tom Bean
- Tomball
- Tool
- Trinidad
- Trinity
- Trophy Club
- Troup
- Tulia
- Turkey
- Tuscola
- Turnersville
- Tyler

## U
- Uhland
- Umbarger
- Uncertain
- Union Grove
- Union Valley
- Universal City
- University Park
- Utley
- Utopia
- Uvalde

## V
- Valley Mills
- Valley View
- Van
- Van Alstyne
- Vancourt
- Vanderbilt
- Vanderpool
- Van Horn
- Van Vleck
- Venus
- Veribest
- Vernon
- Vick
- Victoria
- Vidor
- Volente
- Von Ormy

## W
- Waco
- Wall
- Waller
- Watermelon
- Waskom
- Watauga
- Water Valley
- Waterloo
- Waxahachie
- Weatherford
- Webberville
- Webster
- Weimar
- Welch
- Weslaco
- West
- West Columbia
- West Lake Hills
- West Orange
- West Tawakoni
- West University Place
- Westlake
- Westover Hills
- Westworth Village
- Wharton
- Wheeler
- Wheelock
- White Oak
- White Settlement
- Whitehouse

*Whitewright
- Wichita Falls
- Willow Park
- Wimberley
- Windcrest
- Wingate
- Winnie
- Winnsboro
- Winona
- Winters
- Wixon Valley
- Wolfe City
- Woodlake
- Woodlands
- Woodlawn
- Woodsboro
- Woodville
- Woodway
- Wortham
- Wylie

## Y și Z
- Yancey
- Yantis
- Yoakum
- Yorktown
- Zapata
- Zavalla
- Zephyer

## Lista primelor 100 cele mai populate orașe din statul Texas
| Poziție | Populație | Numele localității | Poziție | Populație | Numele localității | Poziție | Populație | Numele localității   | Poziție | Populație | Numele localității |
| ------- | --------- | ------------------ | ------- | --------- | ------------------ | ------- | --------- | -------------------- | ------- | --------- | ------------------ |
| 1       | 2,145,146 | Houston            | 2       | 1,359,758 | San Antonio        | 3       | 1,223,229 | Dallas               | 4       | 820,611   | Austin             |
| 5       | 758,738   | Fort Worth         | 6       | 665,568   | El Paso            | 7       | 373,698   | Arlington            | 8       | 307,953   | Corpus Christi     |
| 9       | 269,776   | Plano              | 10      | 241,935   | Laredo             | 11      | 233,740   | Lubbock              | 12      | 231,517   | Garland            |
| 13      | 220,702   | Irving             | 14      | 193,675   | Amarillo           | 15      | 179,100   | Grand Prairie        | 16      | 178,430   | Brownsville        |
| 17      | 152,281   | Pasadena           | 18      | 142,674   | Mesquite           | 19      | 136,067   | McKinney             | 20      | 133,742   | McAllen            |
| 21      | 130,018   | Killeen            | 22      | 126,697   | Waco               | 23      | 122,640   | Carrollton           | 24      | 121,387   | Frisco             |
| 25      | 118,548   | Beaumont           | 26      | 118,117   | Abilene            | 27      | 117,187   | Denton               | 28      | 113,931   | Midland            |
| 29      | 104,664   | Round Rock         | 30      | 103,931   | Wichita Falls      | 31      | 102,106   | Odessa               | 32      | 101,742   | Richardson         |
| 33      | 98,737    | Lewisville         | 34      | 98,564    | Tyler              | 35      | 95,142    | College Station      | 36      | 94,544    | San Angelo         |
| 37      | 93,305    | Pearland           | 38      | 87,473    | Allen              | 39      | 84,856    | League City          | 40      | 81,700    | Sugar Land         |
| 41      | 81,336    | Longview           | 42      | 79,368    | Mission            | 43      | 79,147    | Edinburg             | 44      | 77,321    | Bryan              |
| 45      | 73,322    | Baytown            | 46      | 72,513    | Pharr              | 47      | 69,774    | Missouri City        | 48      | 67,188    | Temple             |
| 49      | 67,019    | Flower Mound       | 50      | 66,122    | Harlingen          | 51      | 64,780    | North Richland Hills | 52      | 63,131    | Victoria           |
| 53      | 59,590    | New Braunfels      | 54      | 58,973    | Conroe             | 55      | 57,627    | Mansfield            | 56      | 57,463    | Rowlett            |
| 57      | 53,937    | Port Arthur        | 58      | 52,443    | Euless             | 59      | 51,283    | Cedar Park           | 60      | 50,045    | DeSoto             |
| 61      | 49,562    | Georgetown         | 62      | 48,753    | Pflugerville       | 63      | 48,444    | Galveston            | 64      | 48,043    | Bedford            |
| 65      | 47,385    | Grapevine          | 66      | 46,685    | San Marcos         | 67      | 45,945    | Cedar Hill           | 68      | 45,763    | Texas City         |
| 69      | 43,374    | Haltom City        | 70      | 43,001    | Wylie              | 71      | 40,530    | Keller               | 72      | 39,462    | Coppell            |
| 73      | 39,310    | Duncanville        | 74      | 39,028    | Rockwall           | 75      | 38,690    | Sherman              | 76      | 38,664    | Huntsville         |
| 77      | 38,184    | Hurst              | 78      | 37,653    | The Colony         | 79      | 37,217    | Burleson             | 80      | 37,097    | Lancaster          |
| 81      | 36,721    | Weslaco            | 82      | 36,501    | Texarkana          | 83      | 36,420    | Friendswood          | 84      | 35,766    | Del Rio            |
| 85      | 35,425    | Lufkin             | 86      | 34,872    | San Juan           | 87      | 34,537    | La Porte             | 88      | 33,405    | Nacogdoches        |
| 89      | 32,834    | Socorro            | 90      | 32,706    | Deer Park          | 91      | 32,522    | Copperas Cove        | 92      | 32,478    | Schertz            |
| 93      | 31,754    | Rosenberg          | 94      | 30,223    | Waxahachie         | 95      | 29,681    | Cleburne             | 96      | 29,293    | Kyle               |
| 97      | 29,200    | Farmers Branch     | 98      | 27,827    | Leander            | 99      | 27,451    | Lake Jackson         | 100     | 27,364    | Big Spring         |